# Condado de Gbarpolu
Creado en 2001, Gbarpolu es el condado más joven de los quince que forman Liberia. Se sitúa en el noroeste de Liberia, ocupando una área aproximada de 9.689 km², y una población estimada de 83.388 habitantes antes de la guerra. El condado de Gbarpolu hace frontera con el condado de Lofa por el norte, el condado de Bomi al sur, el condado de Bong al este, y el condado de Grand Cape Mount y Sierra Leona al oeste.
Hay cinco distritos en Gbarpolu:
- Bopolu
- Bokomu
- Belleh
- Gbarma
- Kongba

La mayoría de Gbarpolu está ocupada por bosque. La minería era la principal actividad económica antes de la Guerra Civil, además de la ganadería de subsistencia. Sin embargo, la guerra ha devastado todos los sectores del país.

## Etnias
Entre las etnias tradicionales africanas asentadas en el condado se encuentran la de los bandi, especialmente en el distrito de Belleh.